# Nouveau roman
Nouveau roman is een literaire beweging van de jaren 1942-1970 die toentertijd een aantal schrijvers samenbracht die vooral behoorden tot Éditions de Minuit. 
De term werd bedacht door criticus Émile Henriot die zich op 22 mei 1957 in een artikel in Le Monde in negatieve zin uitliet over de romans La Jalousie van Alain Robbe-Grillet en Tropismes van Nathalie Sarraute. Deze term werd daarna overgenomen door zowel literaire tijdschriften als Robbe-Grillet zelf. Deze laatste zag hierin als redactionele adviseur een middel om promotie te maken voor de groep schrijvers die hij rond zich bij Éditions de Minuit had verzameld. Deze beweging ontstond kort voor de Nouvelle Vague die in oktober van datzelfde jaar op het voorplan kwam in de film.

## Kenmerken van de nouveau roman
Alain Robbe-Grillet publiceerde in de periode tussen 1955 en 1963 in verschillende tijdschriften een aantal essays over 'de nieuwe roman'. Hij argumenteert daarin dat elke generatie haar eigen romanvorm opnieuw dient uit te vinden. Hierbij moest ingegaan worden tegen de conventies van de traditionele 19e-eeuwse roman die, met Honoré de Balzac als prominente figuur, niet als criterium gehanteerd mocht worden waartegen alle andere romans werden afgewogen. Het is zelfs de plicht van de kunstenaar om andere, vaak vreemde kunst te maken die heel waarschijnlijk eerst niet aanvaard wordt. Toch zullen deze kunstwerken later dan weer referentiepunten kunnen worden voor andere kunstwerken. Met de nouveau roman zet hij zich ook af tegen  "enkele verouderde begrippen", zoals personage, verhaal en diepte.
Enkele titels van essays van Alain Robbe-Grillet, in 1963 verzameld in Pour un Nouveau Roman:
- A quoi servent les théories
- Une voie pour le roman futur
- Sur quelques notions périmées: le personnage, l'histoire, l'engagement, la forme et le contenu
- Nature, humanisme, tragédie
- Éléments d'une anthologie moderne
- Nouveau roman, Homme nouveau
- Temps et descrition dans le récit d'aujourd'hui
- Du réalisme à la réalité

## Enkele "nouveaux romanciers"
De 'nouveaux romanciers' zochten hun inspiratie in het werk van schrijvers als Kafka, Virginia Woolf, Stendhal en Flaubert. Er is niet altijd eensgezindheid over wie wel en wie niet tot deze stroming behoort. Vaak worden de volgende schrijvers ermee in verband gebracht
- Samuel Beckett
- Gérard Bessette
- Michel Butor
- Jean Cayrol
- Sylvain Cincin
- Marguerite Duras
- Tony Duvert
- Jean Lagrolet
- Claude Ollier
- Robert Pinget
- Jean Ricardou
- Alain Robbe-Grillet
- Nathalie Sarraute
- Claude Simon
- Kateb Yacine
- Eugène Ionesco
- Jean-Marie Gustave Le Clézio
- Sybren Polet